# Historique (informatique)
Pour les articles homonymes, voir Historique, Log et Journal (homonymie).

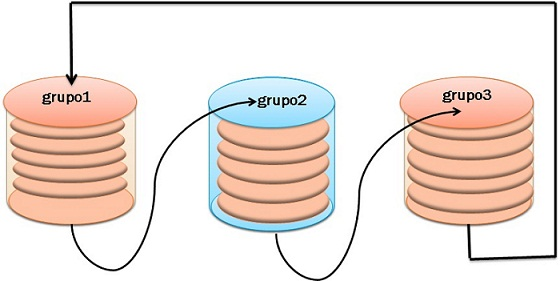
Structure de journal informatique « circulaire ».

En informatique, le concept d'historique des événements ou de journalisation désigne l'enregistrement séquentiel dans un fichier ou une base de données de tous les événements affectant un processus particulier (application, activité d'un réseau informatique…). Le journal (en anglais log file ou plus simplement log), désigne alors le fichier contenant ces enregistrements. Généralement datés et classés par ordre chronologique, ces derniers permettent d'analyser pas à pas l'activité interne du processus et ses interactions avec son environnement. 
Un fichier texte peut être la structure sous-jacente d'un fichier journal.

## Étymologie
En français, le journal est le livre où sont inscrits des événements. Il s'applique initialement dans le domaine des organisations (journal de bord), puis à partir du XIXe siècle dans le domaine littéraire (journal intime) et dans le domaine de la presse d'information (journal d'information). Le journal est aussi le terme utilisé en comptabilité d'entreprise et a diffusé dans les systèmes informatiques bancaires pour la traçabilité des transactions et des erreurs, puis dans le domaine des télécommunications, enfin en informatique générale. Le terme se différencie des registres et main courante  par son séquencement temporel. 
En anglais et en argot franglais, le terme « log file » est la traduction de « journal » ou de « main-courante », tandis que le terme « inscription » est traduit en anglais par « log ».

## Fonctionnalités offertes
L'enregistrement d'un historique permet de mettre en œuvre des fonctionnalités telles que les « derniers fichiers ouverts », les « dernières commandes tapées » ou les « dernières pages web consultées ».

## Applications
La journalisation est une technique utilisée entre autres en sécurité informatique et dans les systèmes de comptabilité et paiement. 
Dans le cadre de la sécurité, les événements enregistrés seront les accès au système, les modifications de fichiers, etc. On consacre typiquement une ligne par événement, en commençant par le moment exact (date, heure, minute, seconde) où il a eu lieu.
La journalisation permet d'effectuer des analyses diverses, généralement statistiques ; de faire des hypothèses sur les dysfonctionnements ou les pertes de performance d'un système.
L'accès aux journaux peut contrevenir à certaines exigences de confidentialité, voire de sécurité.
La journalisation permet aussi d'enregistrer les événements dans deux places différentes.
Les enregistrements d'événements peuvent également avoir une importance légale. Par exemple un fournisseur d'accès à Internet est tenu de fournir un historique des connexions de ses clients (Loi du 15 novembre 2001 (LSQ), Loi du 21 juin 2004 (LCEN)).

### Journalisation applicative
La journalisation applicative désigne l'enregistrement chronologique des opérations de la logique métier pendant le fonctionnement de l'application. Un journal applicatif est lui-même une exigence du métier. Il est donc défini comme une fonctionnalité faisant partie de la logique applicative. Par conséquent, il ne devrait pas être arrêté pendant le fonctionnement de l'application.

### Journalisation système
La journalisation système désigne l'enregistrement chronologique des événements survenant au niveau des composants du système. Le niveau de cette journalisation peut être paramétré, afin de filtrer les différents événements selon leur catégorie de gravité. Les catégories généralement utilisées sont, par ordre croissant de gravité : information, débogage, avertissement, erreur.
Pour exemple, les systèmes Unix mettent en œuvre cette journalisation système à l'aide du protocole Syslog.